# Фермерське Життя
«Фермерське Життя» — радянофільський тижневик Товариства Робітничо-Фермерський Дім.
Виходив 1925 — 40 у Вінніпеґу, з 1937 зі стор. «Робітниця». Редактори: Д. Присташ, М. Сав'як і С. Пура. «Фермерське Життя» перестало виходити у висліді заборони канадського уряду.